# Hidden Island
Hidden Island è un'isola disabitata dell'arcipelago Buccaneer; è situata al largo della costa nord dell'Australia Occidentale, nelle acque dell'oceano Indiano, a nord della città di Derby. Appartiene alla Local government area della Contea di Derby-West Kimberley, nella regione di Kimberley.
I proprietari tradizionali dell'area sono i popoli Mayala del gruppo linguistico Worrorran che chiamano l'isola Banggoon.

## Geografia
Hidden Island ha una superficie di 19,74 km² e una forma molto irregolare, con circa 8 km di lunghezza per 5 di larghezza. Il punto più alto dell'isola ha un'altezza di 135 metri.
È separata dalla vicina Chambers Island dal Whirlpool Passage, un canale pericoloso durante il picco delle maree con una velocità di flusso di oltre 10 nodi e la formazione di vortici.
La più importante specie vegetale dell'isola è il Solanum leopoldense.